# Luci Volcaci Tul·lus (cònsol 33 aC)
Luci Volcaci Tul·lus (llatí: Lucius Volcatius Tullus) va ser un magistrat romà del segle i aC. Era probablement fill de Luci Volcaci Tul·lus, cònsol l'any 66 aC. Formava part de la gens Volcàcia, una família romana d'origen plebeu.
Va ser pretor urbà l'any 46 aC i cònsol juntament amb Octavi (August) el 33 aC. Ciceró diu que els seus amics Luci Volcaci i  Servi Sulpici havien enviat els seus fills a lluitar contra Pompeu. Aquest Volcaci va lluitar al costat de Juli Cèsar a la guerra de les Gàl·lies i es va distingir al setge de Dirràquium.